# Charles Renouvier

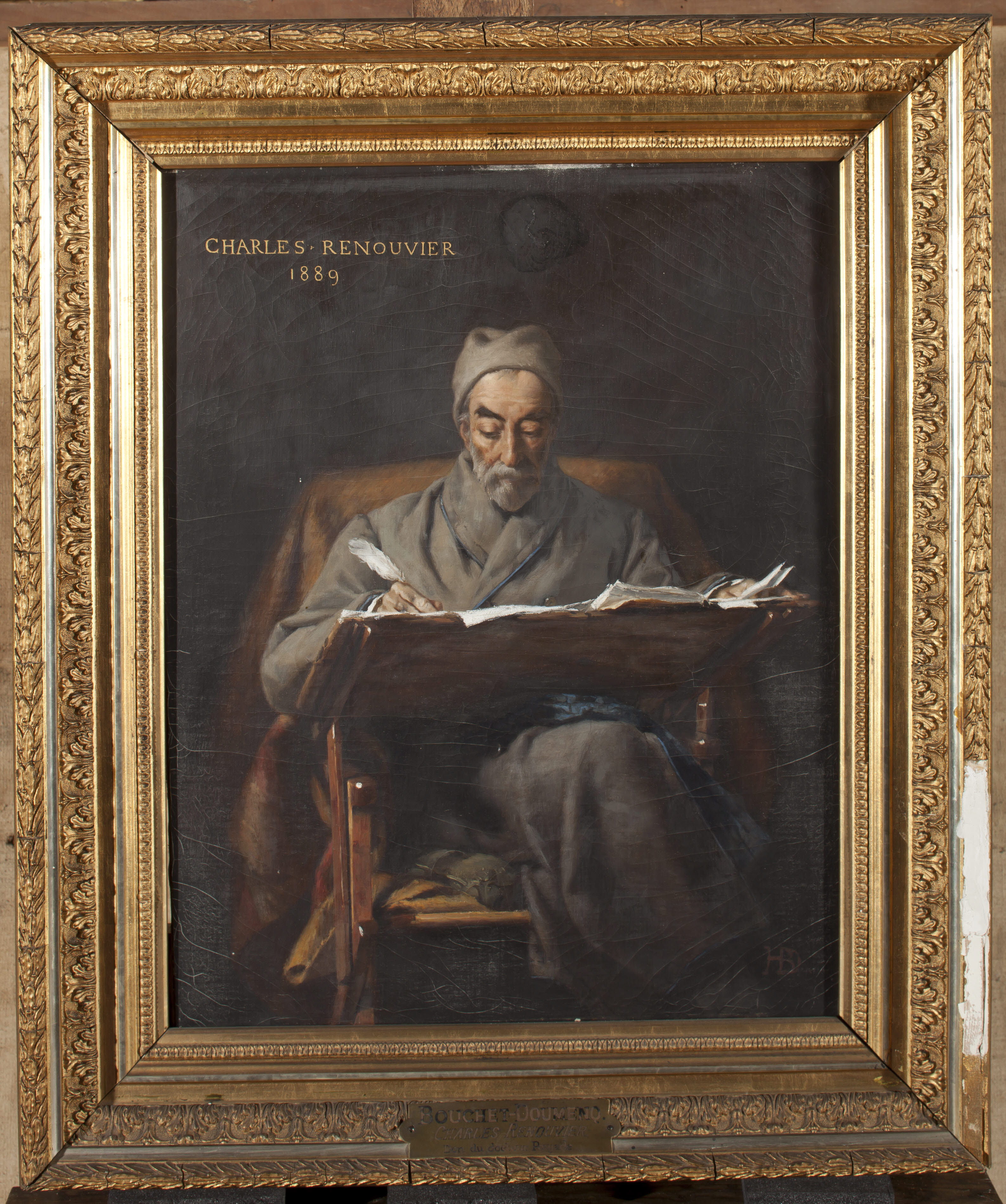
Charles Renouvier (1889), per Henri Bouchet-Doumenq

Charles Renouvier (Montpeller, 1 de gener del 1815 - Prada, 1 de setembre del 1903) fou un filòsof francès (català del nord). Seguidor de Kant, el seu pensament se centra en l'horror natural que té l'home al desconeixement, que el porta a intentar saber i, per tant, perfeccionar la raó i la comprensió del món. Aquesta comprensió es basa en el fenomen, ja que no es pot anar més enllà de la percepció, i s'estructura en diferents categories mentals, la més important de les quals és la de relació, que permet unir dues idees i avançar. Posteriorment venen les categories del nombre, de l'espai, del temps (on aporta la noció d'ucronia) i de la qualitat, que ajuda a incorporar l'experiència personal subjectiva al coneixement.
Quant a l'antropologia, considera que el que defineix l'ésser humà és la llibertat (que desembocarà en idees polítiques socialistes i anticatòliques), que té un component ètic i cognitiu, ja que cada persona és lliure de creure o acceptar o no determinades proves de la seva percepció, donada la impossibilitat de conèixer les coses en si.
Mort a Prada de Conflent, hi ha un institut d'educació secundària que duu el seu nom i que és la seu de la Universitat Catalana d'Estiu.